# 마이크로소프트 스몰 베이직
마이크로소프트 스몰 베이직(Microsoft Small Basic)은 마이크로소프트에서 프리웨어로 만든 교육용 언어 중 하나이다. 이 언어는 베이직(BASIC)에 기반을 두고 있다.

## 같이 보기
- 스몰베이직